# 웰컴 투 비디오 사건

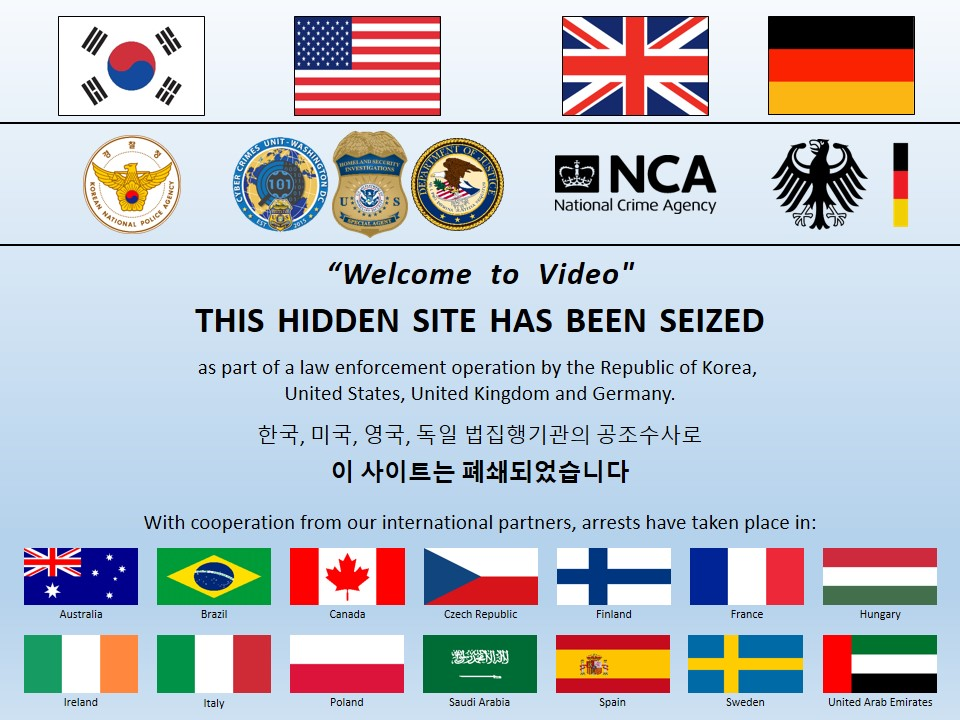
각국 법 집행기관에게 폐쇄된 후 웹사이트 스크린샷

웰컴투비디오 사건(Welcome to Video 事件)은 2015년 다크웹에 개설된 '웰컴 투 비디오' (일명 W2V) 웹사이트를 통해 32개국의 약 128만명 회원(유료회원 4천여명)이 아동 성착취 영상물을 거래한 사건이다. 알려진 다운로드 횟수는 36만 건이다. 다크넷을 활용한 범죄 용의자를 적발한 대한민국 최초 사례이다. 운영자 손정우는 2020년 4월 27일 만기 출소 예정이었지만, 미국의 범죄인 송환 요구로 인해 출소가 미뤄졌다가 7월 6일 출소하게 되었다. 32개국 국제 공조 수사 결과 310명이 아동 음란물 소지 혐의로 검거되었다.

## 사건 개요
손정우는 2015년 7월 다크웹의 웰컴투비디오 웹사이트를 사들인 이후 2018년 3월까지 충남 소재 자신의 집에 서버를 두고 해당 사이트를 운영했다. 그는 성인이 나오는 영상에 비해 고수익을 거둘 수 있다는 이유로 오직 아동 성착취 영상만을 올린 후 비트코인 등 가상통화를 받는 수법으로, 2년 8개월 동안 아동·청소년이 등장하는 음란물 동영상 22만여건을 유통하면서, 4천여명으로부터 7,300여 회에 걸쳐 415비트코인(약 4억 원)을 벌어들였다. 특히 n번방의 전신으로 통하는 AV스눕에서 아동 성착취 영상을 다운로드받아 이를 웰컴투비디오 웹사이트에 다시 업로드했다. 밝혀진 회원수는 128만여명(유료회원 4천여명)이며, 다운로드 건수는 36만 건이 넘는다.

## 수사 및 재판 경과

### 국제공조수사 시작
사건을 처음 포착한 곳은 미국 국세청 (IRS)이다. 미 국세청은 음란물 사이트에서 암호화폐로 음란물 거래가 이뤄진다는 것을 발견하고, 미국 국토안보수사국(HSI)에 업무협조를 요청했다. 수사 결과 운영자가 한국인으로 밝혀졌다. 이후 HSI가 관련 정보를 한국 경찰청에 전달했고, 국제 공조를 통해 운영자의 한국 소재지를 파악해 검거했다.

### 한국

#### 구속 기소 및 1심
2018년 3월 손정우가 체포되었다. 다크넷에서 활동한 범죄 용의자를 적발한 대한민국 최초 사례였다.  2018년 5월 손 모가 유료회원 4천여명에게 4억여원에 해당하는 암호화폐를 받고 아동음란물을 아동·청소년 음란물을 3,055개 제공한 혐의로 구속기소 의견으로 검찰에 송치되었다. 더불어 아동음란물 소지자 156명도 함께 형사입건되었다. 적발된 이들 중에는 20대와 미혼, 회사원과 대학생이 많았다. 특이 사항으로는 임기제 공무원과 공중보건의, 일선 학교 기간제 교사도 있었다. 적발된 영상 소지자 중 1명은 아동·청소년 성범죄 전력자이며, 아동음란물 4만8천여개를 보유했다.
손 모는 한 법무법인을 통해 7명의 변호사를 선임한 것으로 알려졌다. 손 씨가 구속된 상태에서, 2018년 9월 1심 법원은 손 모에게 '아동ㆍ청소년의 성보호에 관한 법률' 및 '정보통신망 이용촉진 및 정보보호 등에 관한 법률' 위반 혐의로 징역 2년에 집행유예 3년을 선고했다. 서울중앙지법 최미복 판사는 판결문에서 "사회에 미치는 해악이 크다"면서도 “피고인의 나이가 어리고 별다른 범죄 전력이 없다”는 것과 “반성하고 있다”는 점, 사이트의 모든 음란물을 손 씨가 올린 것이 아니라 회원이 직접 올린 것도 있다는 점 등을 양형 이유로 들었다.

#### 2심 및 형량 확정
이에 따라 손 모는 6개월 만에 구치소에서 나와, 2심 재판이 진행중인 2019년 4월 혼인신고를 했다.
손 모는 2심 동안 국선변호인의 도움을 받았다. 그는 2심 재판부에 혼인으로 부양할 가족이 생겼다는 점을 호소했다.
2019년 5월에 열린 2심 재판부는 "장기간 큰 규모로 영리를 목적으로 아동청소년 음란물을 판매하는 등의 행위는 아동청소년에 대한 인식을 성적으로 왜곡시킬 수 있다"며 실형을 선고하였다. 그리고 선고된 징역 1년 6개월 형량이 확정되었다. 4억여원의 암호화폐 수익도 함께 몰수됐다.

#### 범죄인 인도 영장 심사
2020년 4월 법무부가 서울고검을 통해 손 모에게 범죄인인도 영장을 청구했다. 4월 20일 서울고법이 해당 영장을 발부했다. 향후 법원 심리를 거쳐 2개월 내 미국 법무부으로의 최종 인도 여부가 결정될 예정이다. 서울고등검찰청은 형기 만료일인 4월 27일 서울구치소에 수감중인 손 모의 인도구속영장을 집행했다. 이로 인해, 4월 27일자로 만료되는 구속에도 불구하고, 석방 및 출소되지 않게 되었다.
서울고법은 범죄인 인도심사 청구사건의 심문 기일을 5월 19일로 정했다.
손 모의 아버지는 4월 11일 손 모를 서울 중앙지검에 범죄수익은닉 등 혐의로 고소했다. 이는 검찰이 기존에 기소하지 않은 혐의를 적용한 것이다.
2020년 5월 1일 손 모는 서울고법에 구속적부심 (구속된 피의자가 구속의 적법성과 필요성 등을 다투며 법원에 재차 판단을 구하는 절차) 심사를 청구하여, 자신에게 발부된 범죄인인도 구속영장이 합당한지 다시 판단해 줄것을 요청했다. 5월 3일 심문 절차가 종료되었고, 5월 4일 도망의 우려가 있다는 이유로 청구가 기각되었다.
2020년 5월 19일 손 모에 대한 범죄인 인도심사 청구 사건의 첫 심문기일이 진행되었다. 결론이 나지 않은 채 추가 심문에서 인도 여부를 결정하기로 했다. 당일 손 모는 출석하지 않았다. 6월 16일 2차 심문 기일에서도 송환 여부가 결정되지 않았으며, 재판부는 7월 6일 추가 심문에서 결정하겠다고 밝혔다. 당일 손 모가 출석하였고 의견 진술을 하였다.

### 국제공조수사 결과 발표
2019년 10월 16일 대한민국 경찰청과 미국 법무부의 발표에 따르면, 한국 경찰청, 미국 국토안보수사국(HSI)·국세청(IRS)·연방검찰청, 영국 국가범죄청(NCA), 독일 연방경찰청 등을 포함한 32개 국가의 수사 기관이 한국인에 의해 운영된 다크웹 홈페이지를 공조수사하여 아동 음란물 소지자를 검거했다. 검거 대상국 및 검거자 수는 32개국 310명(대한민국 경찰청 발표), 혹은 38개국 337명 (미국 법무부 발표, 영국, 아일랜드, 미국, 한국, 독일, 스페인 , 사우디아라비아, 아랍 에미리트, 체코공화국, 캐나다 등)이다. 이 중 한국인은 223명으로 72%를 차지했다.

### 미국
텍사스 주의 리처드 그래코프스키는 1회 다운로드와 1회 접속 시청으로 70개월과 보호관찰 10년형이 선고됐다. 마이클 암스트롱과 자이로 플로레스 등은 아동 포르노물을 입수하고 소지한 혐의로 5년 징역형이 선고됐다. 45세 미국인은 2018년 10월, 돈세탁과 함께 비트코인으로 377달러를 내고 이 사이트에서 아동 음란물 등 2,686개의 영상을 내려받은 혐의로 15년형을 선고받았다.
미국 법무부는 범죄인인도조약을 근거로 한국 정부에 손정우의 송환을 요청했다. 미국 법 상 아동성착취 영상을 가지고 있는 것만으로도 5년 이상의 실형에 처해질 수 있다. 송환 여부는 협의 중으로 알려져 있지만, 7월 6일 법원에 의해 송환 불허 결정이 내려지면서 송환은 무산되었다.

### 영국
영국 국가범죄청(NCA)는 해당 웹사이트 이용자의 실명과 얼굴을 공개했다. 케임브리지대학 출신으로 버밍엄대학교의 지구물리학 연구원이던 매튜 팔더는 2017년 6월 21일 체포되었고, 25년 형을 선고받았다. 카일 폭스는 5세 남아를 성폭행하고 3세 여아를 성적으로 학대하는 모습을 해당 사이트에 올린 혐의로 22년 형을 선고 받았다.

## 같이 보기
- N번방 사건
- 리차드 허클